# Василий Ярославич (князь муромский)
Василий Ярославич (ум. 1345) — князь муромский (1345).
Василий Ярославич упоминается в летописях единожды в связи со своей смертью в 1345 году. Похоронен в Борисоглебском монастыре недалеко от Мурома.
После него муромский престол занял вероятно его младший брат Юрий Ярославич.